# Polohî, Șîroke
Polohî (în ucraineană Пологи) este un sat în comuna Vodeane din raionul Șîroke, regiunea Dnipropetrovsk, Ucraina.

## Demografie
Componența lingvistică a localității Polohî
     Ucraineană (95,68%)
     Rusă (4,32%)
Conform recensământului din 2001, majoritatea populației localității Polohî era vorbitoare de ucraineană (95,68%), existând în minoritate și vorbitori de rusă (4,32%).